# SV Erlenbach am Main
Der SV Erlenbach am Main ist ein Sportverein aus der unterfränkischen Stadt Erlenbach a.Main. Neben der  erfolgreichen Fußballabteilung wird in dem Verein Aerobic angeboten.

## Geschichte
Am 19. März 1919 wurde im Gasthaus „Zur Traube“ der Fußballverein Viktoria Erlenbach gegründet. Nach Anmeldung beim Süddeutschen Fußballbund nahm der Verein ab Herbst 1919 am Spielbetrieb teil. 1921 wurde man C-Meister, 1922 B-Meister. Anschließend spielte man bis 1932 in der Ostmainkreisliga. Im Februar 1941 kam der Spielbetrieb zum Erliegen.
Ab 1946 wurden wieder erste Punktspiele in der Kreisliga ausgetragen. 1951 stieg der Verein wieder in die II. Amateurliga Unterfranken auf, der er 17 Jahre lang ununterbrochen angehörte. Am 20. Februar 1970 fusionierte die Viktoria Erlenbach mit dem 1949 gegründeten Fußballverein Eintracht Erlenbach zum SV Erlenbach am Main. Drei Jahre nach der Fusion stieg der Verein wieder in die Bezirksliga auf. 1977 folgte der Aufstieg in die Landesliga, wo man 1979 und 1980 jeweils Vizemeister wurde. Nach sieben Jahren in der Landesliga kam der Abstieg.
1990 gelang die Qualifikation für die Bezirksoberliga Unterfranken, die in den folgenden 20 Jahren – unterbrochen von drei kurzen Aufstiegen in die Landesliga – sportliche Heimat blieb. Im Zuge der Spielklassenreform in Bayern kehrte der Verein 2012 wieder in die Landesliga zurück und sicherte sich 2013 mit Trainer Jürgen Baier die Meisterschaft und den Aufstieg in die Bayernliga.
2019 zog sich der Verein aus der Bezirksliga zurück und stoppte den Spielbetrieb.
Zur Saison 2021/22 machte man einen Neuanfang in der B-Klasse Aschaffenburg 4 und stieg zum Saisonende auf Platz 2 hinter dem FC Mömlingen III in die A-Klasse Aschaffenburg 3 auf.